# Aylin Prandi
Aylin Prandi (París, Francia, 16 de septiembre de 1983) es una actriz y cantante francesa. conocida principalmente por interpretar a Luz en la telenovela argentina Por amarte así.

## Vida y carrera
Prandi nació en París, de padre italiano y madre argentina, creció en París, Roma y Buenos Aires, habla cuatro idiomas con fluidez inglés, francés, italiano y español. Es egresada de la Escuela de Théàtre National de Chaillot, donde interpretó su primera obra La Ronde de Arthur Schnitzler en 2012, antes de unirse a la French-American School of New York. De regreso en Francia, continuó con su formación como actriz en París en la prestigiosa escuela de arte dramática, Conservatoire national supérieur d'art dramatique y empezó su carrera como actriz en Francia en 2004, donde alcanzó el éxito rápidamente.
Prandi comenzó su carrera en televisión después de conseguir el papel de Pierre Leix-Cote en la serie de televisión de Canal+, El Tren.
Prandi hizo su debut cinematográfico en la película de Brigitte Peskine, Granny Boom, en 2005. En 2006, interpretó a Éléna Cortès en la serie de televisión Femmes de loi. La serie se estrenó el 22 de junio de 2000 y finalizó el 26 de noviembre de 2009, la serie contó con 9 exitosas temporadas.
En 2007, fue elegida por Nadir Moknèche como protagonista de la película Délice Paloma.
En 2008, fue convocada por Anne Riitta Ciccone para participar en la película, Il prossimo tuo, motivo por el cual tuvo que instalarse en Italia. Ese mismo año, fue elegida por Vincenzo Salemme para protagonizar la película, No problem.
En 2009, regresa a Francia para protagonizar la película de Christian Faure, Fais danser la poussière. En 2010, se traslada a Italia para protagonizar la película de Francesco Henderson Pepe, Amaro amore.
En 2011, protagoniza la película Gianni et les Femmes. Ese mismo año interpreta a Viola en la película Qualche nuvola y a María en la película, Diaz : un crime d'État.
En 2012, encarnó a Rosella en le película Non me lo dire. Ese mismo año protagoniza Annalisa. En 2013 protagoniza Tre giorni dopo y regresa a Francia para interpretar a Revolución en la película Je vous présente ma femme.
En enero de 2016, protagonizó la película La Vingança. Tras finalizar el rodaje de la película en Italia, fue anunciada como una de las protagonistas de la serie de televisión, Por amarte así. El rodaje el 3 de octubre de 2016 en Buenos Aires, Argentina, para lo cual la actriz tuvo que instalarse en Argentina. La telenovela se estrenó el 14 de noviembre de 2016.
En noviembre de 2016, fue anunciada como protagonista de Almost Dead.

## Filmografía
| Películas | Películas                     | Películas        | Películas      |
| Año       | Título                        | Papel            | Notas          |
| --------- | ----------------------------- | ---------------- | -------------- |
| 2005      | Granny Boom                   | Valentina        | Rol secundario |
| 2007      | Delicia Paloma                | Paloma / Rachida | Protagonista   |
| 2008      | No Problem                    | Irene            | Rol secundario |
| 2008      | Il prossimo tuo               | Marie            | Coprotagonista |
| 2009      | Mai così... vicini            | Francesca        | Protagonista   |
| 2010      | The Salt of Life              | Aylin            | Protagonista   |
| 2011      | Qualche nuvola                | Viola            | Rol secundario |
| 2011      | Diaz. No limpiéis esta sangre | María            | Coprotagonista |
| 2011      | Non me lo dire                | Rosella          | Coprotagonista |
| 2013      | Je vous présente ma femme     | Revolución       | Protagonista   |
| 2013      | Amaro amore                   | Camila           | Protagonista   |
| 2013      | Tre giorni dopo               | Olimpia          | Rol secundario |
| 2016      | La Vingança                   | Lupe             | Protagonista   |
| 2016      | Almost Dead                   | Hope Walsh       | Protagonista   |
| 2018      | Román                         | Helena           | Protagonista   |
| 2019      | A Mulher do meu marido        | Pilar            | Protagonista   |
| 2022      | La noche de la avispa         | Laura Roitmann   | Protagonista   |
| 2022      | Muere demonio, muere          | Tania            | Rol secundario |

## Televisión
| Series    | Series         | Series                    | Series                                     |
| Año       | Título         | Papel                     | Notas                                      |
| --------- | -------------- | ------------------------- | ------------------------------------------ |
| 2004      | Le Train       | Francesca Pucci di Trilli | Elenco secundario                          |
| 2005      | Femmes de loi  | Éléna Cortès              | Elenco secundario                          |
| 2016-2019 | El marginal    | Sofía                     | Coprotagonista (Tem 1), Recurrente (Tem 3) |
| 2016-2017 | Por amarte así | Luz Quiroga               | Protagonista                               |
| 2022      | Noche de hotel | Camila de Alvarado        | Protagonista, (Epi: "El niño diablo")      |